# Váltósúly
A váltósúly súlycsoport az ökölvívásban.

## Amatőr ökölvívás
Az amatőr ökölvívásban a váltósúlyúnak a 64-69 kg közötti versenyzőket nevezzük.
- 1904: 135-145 font (61,2-65,8 kg)
- 1920-1936: 135-147 font (61,2-66,7 kg)
- 1948: 62-67 kg
- 1952-2000: 63,5-67 kg
- 2004-től: 64-69 kg

### A váltósúly olimpiai bajnokokai
- 1904 –  Albert Young (Amerikai Egyesült Államok)
- 1920 –  Bert Schneider (Kanada)
- 1924 –  Jean Delarge (Belgium)
- 1928 –  Ted Morgan (Új-Zéland)
- 1932 –  Edward Flynn (Amerikai Egyesült Államok)
- 1936 –  Sten Suvio (Finnország)
- 1948 –  Július Torma (Csehszlovákia)
- 1952 –  Zygmunt Chychła (Lengyelország)
- 1956 –  Nicolae Linca (Románia)
- 1960 –  Nino Benvenuti (Olaszország)
- 1964 –  Marian Kasprzyk (Lengyelország)
- 1968 –  Manfred Wolke (Német Demokratikus Köztársaság)
- 1972 –  Emilio Correa (Kuba)
- 1976 –  Jochen Bachfeld (Német Demokratikus Köztársaság)
- 1980 –  Andrés Aldama (Kuba)
- 1984 –  Mark Breland (Amerikai Egyesült Államok)
- 1988 –  Robert Wangila (Kenya)
- 1992 –  Michael Carruth (Írország)
- 1996 –  Oleg Szaitov (Oroszország)
- 2000 –  Oleg Szaitov (Oroszország)
- 2004 –  Baktijar Artajev (Kazahsztán)
- 2008 –  Bakit Szarszekbajev (Kazahsztán)
- 2012 –  Szerik Szapijev (Kazahsztán)

### Váltósúlyú amatőr világbajnokok
- 1974 –  Emilio Correa (Kuba)
- 1978 –  Valerij Racskov  (Szovjetunió)
- 1982 –  Mark Breland  (Amerikai Egyesült Államok)
- 1986 –  Kenneth Gould (Amerikai Egyesült Államok)
- 1989 –  Vastag Ferenc  (Románia)
- 1991 –  Juan Hernández Sierra (Kuba)
- 1993 –  Juan Hernández Sierra (Kuba)
- 1995 –  Juan Hernández Sierra (Kuba)
- 1997 –  Oleg Szaitov  (Oroszország)
- 1999 –  Juan Hernández Sierra (Kuba)
- 2001 –  Lorenzo Aragón (Kuba)
- 2003 –  Lorenzo Aragón (Kuba)
- 2005 –  Erislandy Lara (Kuba)
- 2007 –  Demetrius Andrade (Amerikai Egyesült Államok)
- 2009 –  Jack Culcay-Keth (Németország)
- 2011 –  Tarasz Selesztyuk (Ukrajna)
- 2013 –
- 2015 –
- 2017 –
- 2019 –
- 2021 –
- 2023 –

## Profi ökölvívás
A profi ökölvívásban a váltósúly felső határa  147 font (66,7 kg)

### A nagy világszervezetek váltósúlyú világbajnokai
| WBA                           | WBC                         | IBF                           | WBO                           |
| Manny Pacquiao 61-7-2 (39 KO) | Shawn Porter 30-2-1 (17 KO) | Errol Spence Jr. 25-0 (21 KO) | Terence Crawford 35-0 (26 KO) |
| Szuperbajnok                  |                             |                               |                               |
| Keith Thurman 29-0 (22 KO)    |                             |                               |                               |